# Wired (album)
Albums de Jeff Beck
Blow by Blow
(1975) Jeff Beck with the Jan Hammer Group Live
(1977)
Wired est le deuxième album solo du guitariste britannique Jeff Beck, sorti en 1976 et enregistré avec le claviériste Jan Hammer.

## Titres

### Face 1
1. Led Boots (Max Middleton) – 4:03
2. Come Dancing (Narada Michael Walden) – 5:55
3. Goodbye Pork Pie Hat (Charles Mingus) – 5:31
4. Head for Backstage Pass (Wilbur Bascomb, Andy Clark) – 2:43

### Face 2
1. Blue Wind (Jan Hammer) – 5:54
2. Sophie (Narada Michael Walden) – 6:31
3. Play With Me (Narada Michael Walden) – 4:10
4. Love Is Green (Narada Michael Walden) – 2:30

## Musiciens
Selon le livret inclut avec l'album :
- Jeff Beck : guitare
- Max Middleton : clavinet sauf sur "Blue Wind" and "Love Is Green", piano électrique Fender Rhodes sur "Sophie"
- Jan Hammer : synthétiseur sur "Led Boots", "Come Dancing", "Blue Wind" and "Play with Me", batterie sur "Blue Wind"
- Wilbur Bascomb : basse sauf sur "Blue Wind"
- Narada Michael Walden : batterie sur "Led Boots", "Come Dancing", "Sophie" et "Play with Me", piano sur "Love Is Green"
- Richard Bailey : batterie sur "Goodbye Pork Pie Hat" et "Head for Backstage Pass"
- Ed Greene : seconde batterie sur "Come Dancing"